# Pintor de Pan

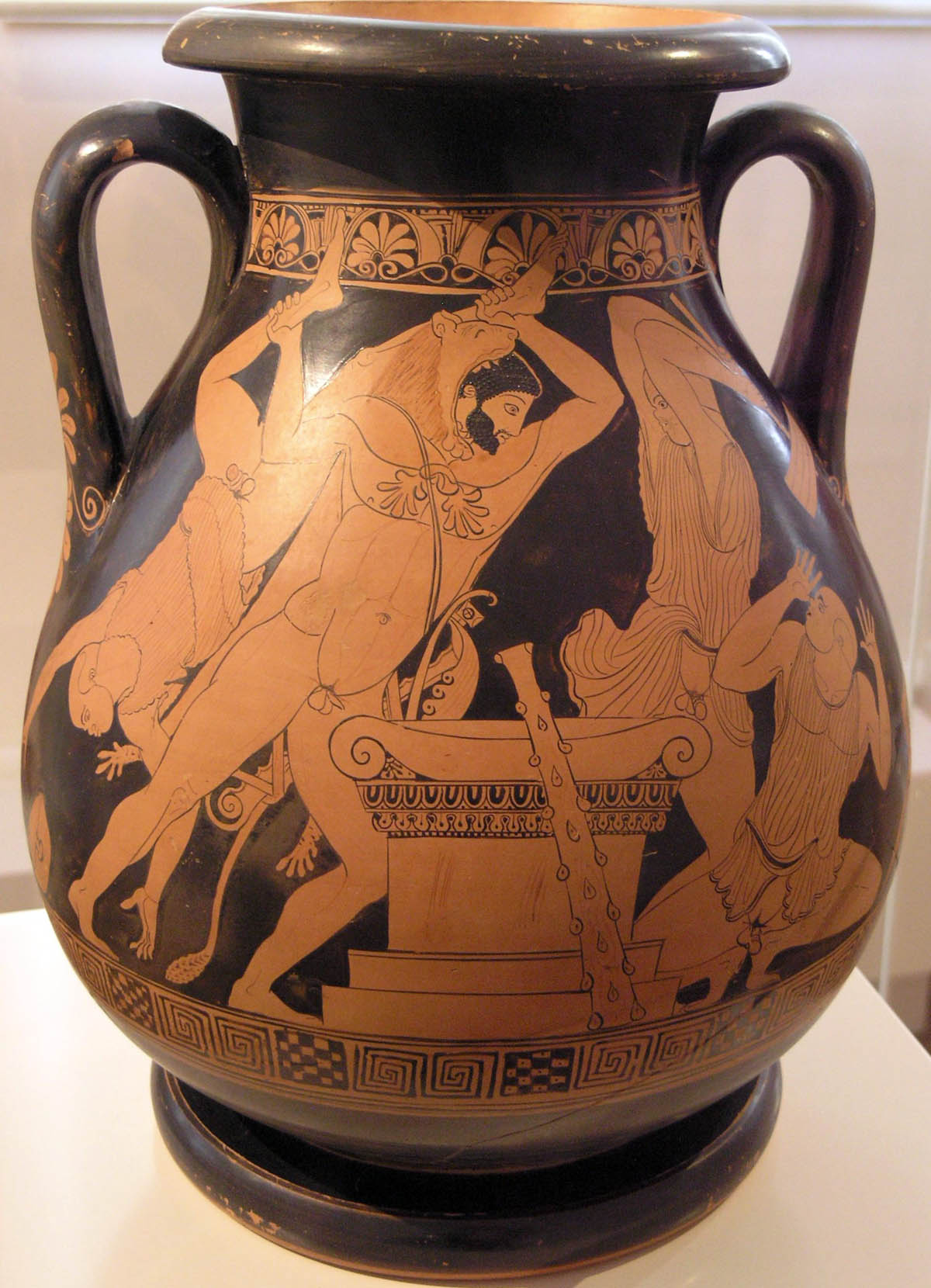
Pèlice amb Hèracles lluitant amb Busiris, trobat a Tèspies, c. 470 ae, Museu Arqueològic Nacional d'Atenes

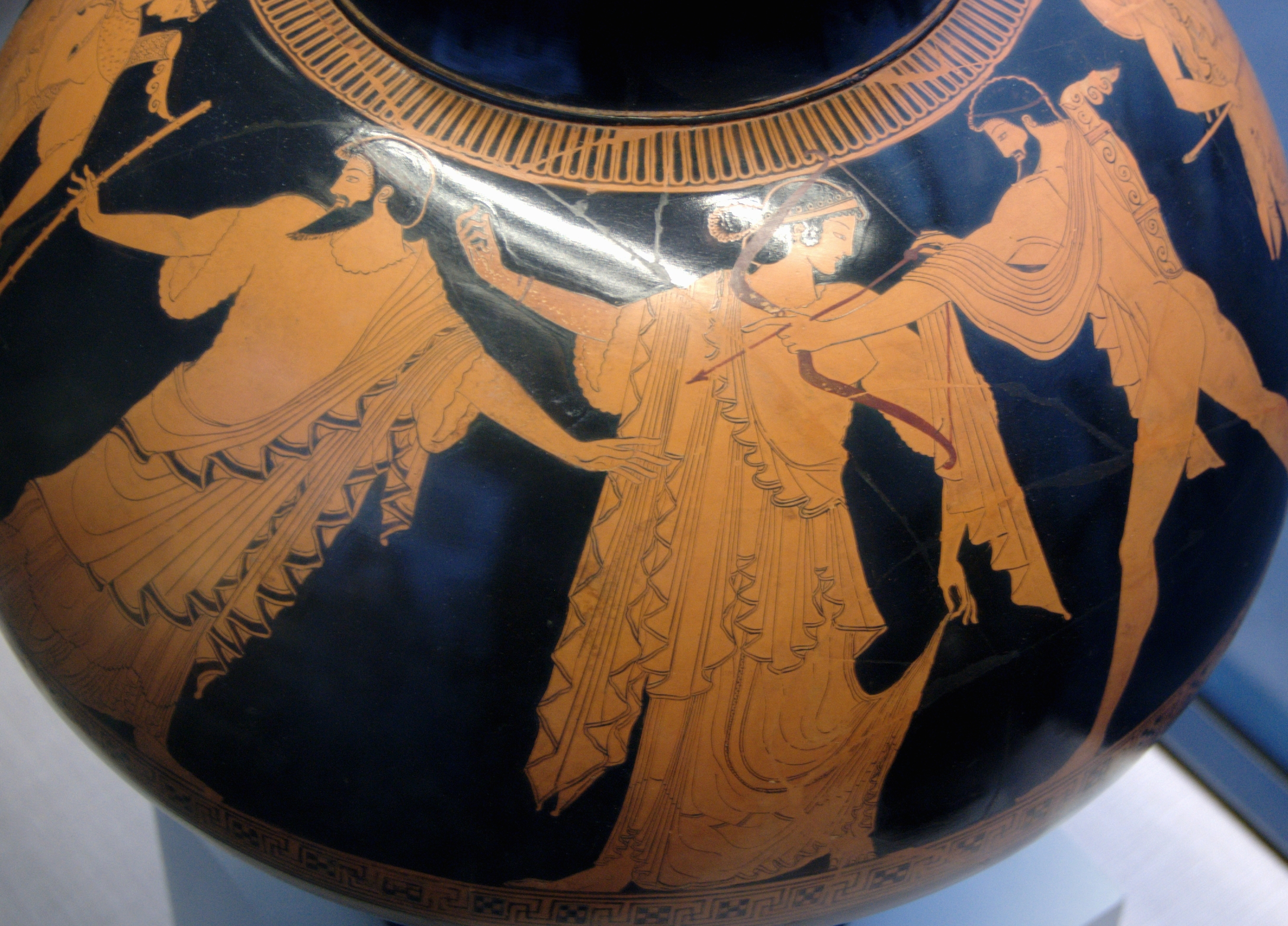
Idas i Marpessa separats d'Apol·lo per Zeus. c. 480 ae. Munic. Staatliche Antikensammlungen

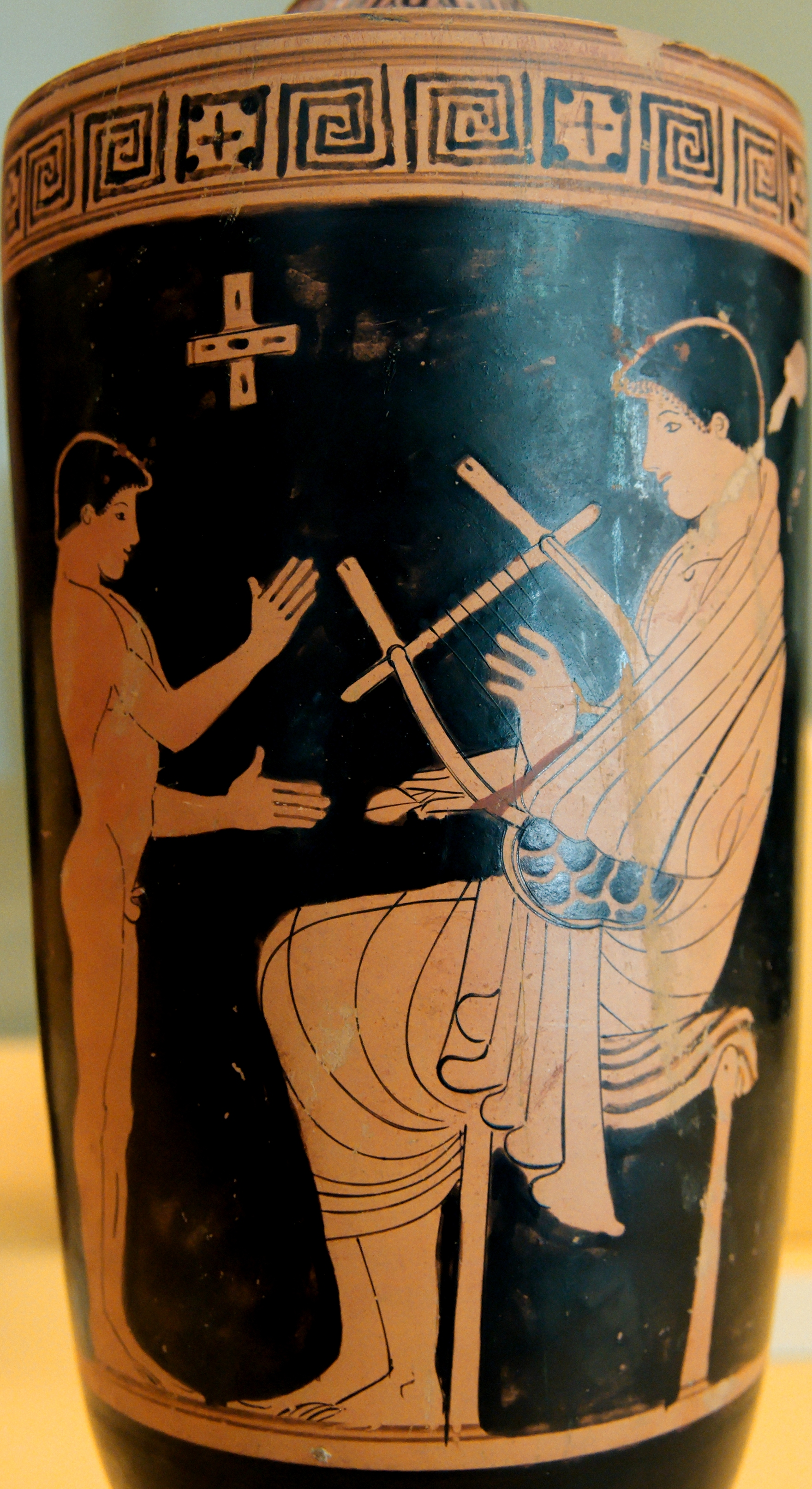
Pèlice amb lliçó de música al Museu Arqueològic Nacional de Madrid

El Pintor de Pan es el nom convencional que s'ha donat a un pintor àtic de la ceràmica de figures roges, actiu en el cercle dels anomenats manieristes, entre 480 i 450 abans de la nostra era, que encara reprodueixen, a principis del classicisme, una versió elaborada i exagerada de l'estil dels pintors de ceràmica tardoarcaics. Entre els pintors de ceràmica d'aquest grup, el Pintor de Pan es distingeix per una major originalitat i individualitat d'expressió.
Deixeble de Misó de Quenes, dins dels manieristes, la seua tècnica de dibuix és considerada la millor del grup. John Beazley li atribueix més de 150 peces eixides de la seua mà.
El seu nom prové d'un crater de campana, provinent de Cumes i ara en el Museu de Belles Arts de Boston, en què es representa a Pan perseguint un cabrer i en la part posterior es mostra la mort d'Acteó.

## Altres obres
- Pèlice a Atenes (Hèracles i Busiris).
- Pèlice en el Museu Arqueològic Nacional de Madrid (Lliçó de música).[3]
- Psicter a Munic (Apol·lo lluitant per Marpessa).
- Lècit a Boston (representació d'un caçador).
- Enòcoa a Londres (Bòreas perseguint a Oritia mentre el seu pare es lamenta).[4]